# Paul Friedländer (Philologe)
Paul Friedländer (* 21. März 1882 in Berlin; † 10. Dezember 1968 in Los Angeles) war ein deutscher Gräzist mit den Hauptarbeitsgebieten Platon und griechische Tragödie.

## Leben
Paul Friedländer besuchte das Friedrichs-Gymnasium Berlin, wo er Ostern 1900 das Abitur ablegte, studierte Klassische Philologie und Klassische Archäologie an den Universitäten Berlin und Bonn und promovierte 1905 bei Ulrich von Wilamowitz-Moellendorff zum Dr. phil. 1907/08 war er Reisestipendiat des Kaiserlichen Deutschen Archäologischen Instituts, ab 1909 war er Oberlehrer am Humboldtgymnasium in Berlin.
1911 habilitierte er sich an der Universität Berlin und wurde hier 1914 planmäßiger außerordentlicher Professor. Im Ersten Weltkrieg meldete sich Friedländer freiwillig zum Kriegsdienst.
1920 wurde er ordentlicher Professor an der Universität Marburg, 1932 an der Universität Halle. 1935 wurde er als evangelisch getaufter „Nichtarier“ entlassen. Im Zuge der Reichspogromnacht 1938 wurde er verhaftet und in das KZ Sachsenhausen deportiert. Nach einigen Wochen wurde er wieder freigelassen. 1939 emigrierte er in die USA, wo er zunächst an der Johns Hopkins University in Baltimore lehrte. Von 1940 bis zu seinem Ruhestand 1949 lehrte er an der University of California, Los Angeles, ab 1945 als Professor.
Der Kurator der Universität Halle, Friedrich Elchlepp, bemühte sich 1946 um die Rückkehr von Paul Friedländer als Ordinarius und teilte ihm im Schreiben vom 24. September desselben Jahres mit, dass sein Ordinariat als Altertumswissenschaftler bislang unbesetzt sei. Die Anschrift des in die USA emigrierten ehemaligen halleschen Professors erhielt der Universitätskurator von dem Hallenser Volksschulrektor Arthur Fritz Köhn, geboren 1893, der seit Mai 1938 in Halle (Saale) wirkte. Dieser stand im Briefwechsel mit Friedländer vor allem über die Veränderungen in Deutschland, während Elchlepp seinem Brief sein Referat über „die Entwicklung der Universitäten in der sowjetischen Zone“ beifügen wollte, das er im März 1946 im Kulturbund zur demokratischen Erneuerung Deutschlands, in Halle gehalten hatte.
Seit 1960 war er korrespondierendes Mitglied der Heidelberger Akademie der Wissenschaften und seit 1965 der Bayerischen Akademie der Wissenschaften.

## Veröffentlichungen (Auswahl)
- Herakles. Sagengeschichtliche Untersuchungen. Weidmann, Berlin 1907.
- Johannes von Gaza und Paulus Silentiarius. Kunstbeschreibungen justinianischer Zeit. Teubner, Leipzig u. a. 1912 (Digitalisat; Nachdruck Hildesheim 1969).
- Der grosse Alcibiades. 2 Bände, Friedrich Cohen, Bonn 1921–1923.
- mit Walther Kranz: Die Aufgabe der klassischen Studien an Gymnasium und Universität. Mittler, Berlin 1922.
- Die griechische Tragödie und das Tragische. 3 Teile, de Gruyter, Berlin u. a. 1925–1926.
- Platon. 2 Bände, de Gruyter, Berlin u. a. 1928–1930 (spätere Auflagen in 3 Bänden).
- Spätantiker Gemäldezyklus in Gaza. Des Prokopius von Gaza "Ekphrasis eikonos" (= Biblioteca Apostolica Vaticana. Studi e testi 89). Rom 1939.
- Documents of Dying Paganism. Textiles of Late Antiquity in Washington, New York, and Leningrad. University of California Press, Berkeley 1945.
- mit Hubert B. Hoffleit: Epigrammata. Greek inscriptions in verse. From the beginnings to the Persian wars. University of California Press, Berkeley 1948.
- Studien zur antiken Literatur und Kunst. de Gruyter, Berlin u. a. 1969 (gesammelte kleine Schriften).